# Pristocnemis perlatus
Pristocnemis perlatus is een hooiwagen uit de familie Gonyleptidae.